# 布萊恩·斯庫利
布萊恩·斯庫利（英語：Blaine Scully；1989年2月29日—）是一位美國橄欖球運動員。他是美國國家橄欖球隊的一員，代表美國參加了2015年世界盃橄欖球賽。